# Chrám svatého Basila Velikého (Krajné Čierno)

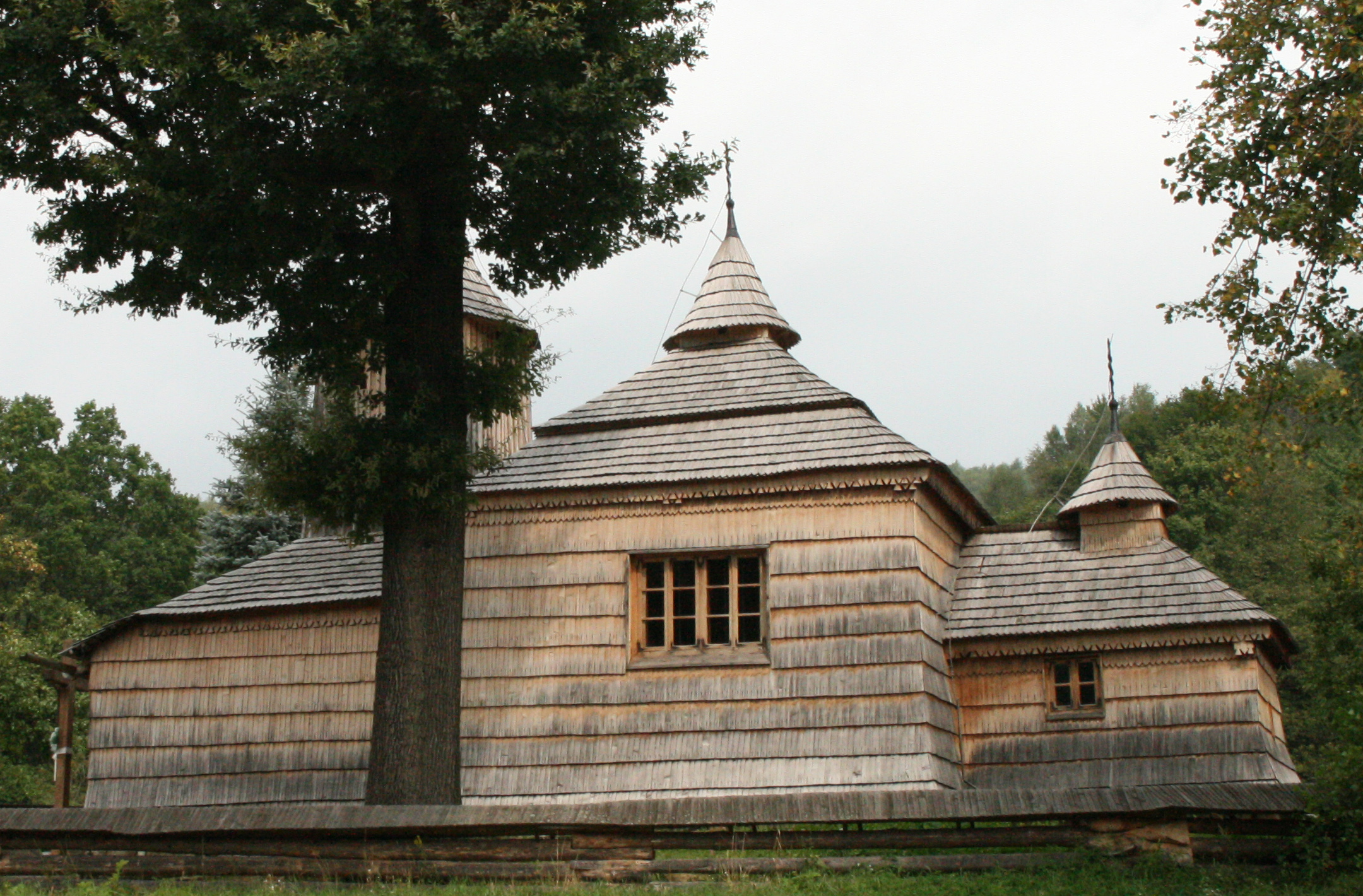
Jižní pohled na cerkev, která je z exteriéru krytá šindelem

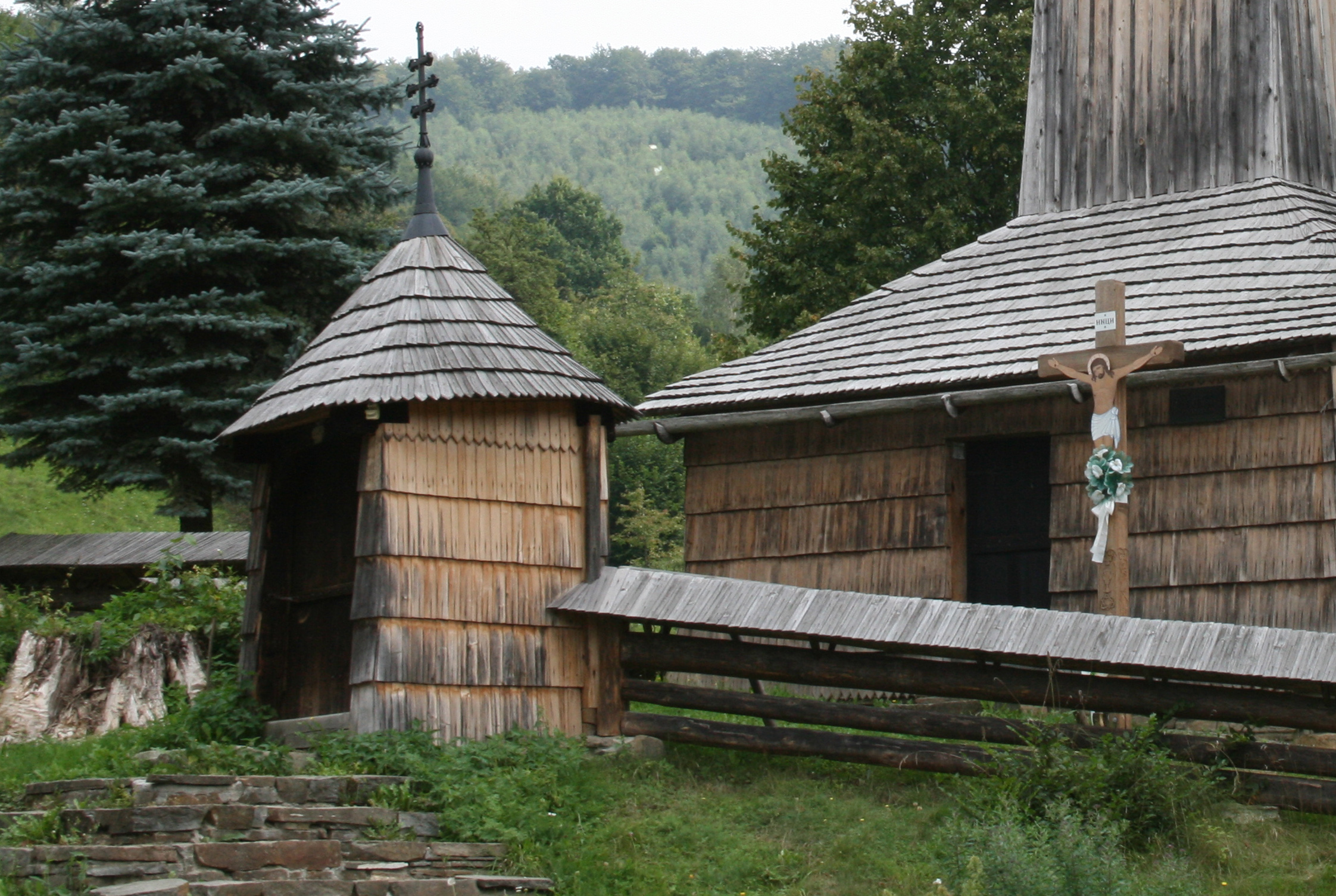
Zvonice na západní straně cerkve

Chrám svatého Basila Velikého je řeckokatolická cerkev v obci Krajné Čierno v okrese Svidník.

## Popis chrámu
Trojdílná srubová Cerkva sv. Basila Velikého byla postavena koncem 18. století. Srub je z exteriéru krytý šindelem. Střešní krytina je také šindelová z ručně štípaných špalíků jehličnanů. Půdorys cerkve skládá ze tří čtverců uspořádaných v jedné linii, počínaje z východní strany presbytářem, čtvercovou lodí a na západě končící babincem. Šířka babince je totožná se šířkou lodě. Ve svatyni a v lodi je srubový systém vnitřního uspořádání. Oba prostory jsou zakončeny kupolemi v podobě komolého jehlanu. Věž nad babincem je přibližně stejných rozměrů jako šířka presbytáře. Ochrana věže je realizována vertikálními deskami z jehličnanového dřeva a ne ze šindele jako u ostatních částí cerkvi. Tyto dva prostory jsou od sebe odděleny lodí ale přesto vzájemně harmonizují a vytvářejí optický jednotný systém celé stavby.
Dvoustupňová čtyřúhlová stanová střecha nad lodí na hřebeni má malou kuželovitou stříšku (ne s cibulovými nástavci, jak v Ladomirové, Hunkovcích, Bodružali a v Miroľi), na níž je kovaný kovový kříž. Střecha nad presbytářem je upravena, valbová z jedné strany ukotvená na loď, na hřebeni se čtvercovým nástavcem zakončeným kuželovitou stříškou s křížem.
Cerkva svou architekturou patří mezi byzantské sakrální stavby, kde je prováděn východní obřad a církevní liturgie Jana Zlatoústého. Interiér cerkvi tvoří barokní ikonostas s polychromovanou dřevořezbou a s ikonami, které byly zhotoveny v 18. století. V cerkvi se nacházejí také ikony ze staršího období. Cerkva je oplocená dřevěnou srubovou ohradou, na níž je šindelová stříška. Vstup do objektu cerkvi je přes bránu s kuželovitou stříškou pokrytou šindelem. Cerkva byla obnovena v letech 1947 až 1948 a na počátku 21. století. V letech 2000 – 2004 byl chrám opraven. Byl též rekonstruován ikonostas.
Pozoruhodností je, že na začátku obce je ještě jedna dřevěná cerkva pokrytá plechovou krytinou.
Zajímavostí dřevěných cerkvi ve Svídnickém regionu je, že byly budovány v době panování Marie Terezie. Z tohoto období je nejstarší v Ladomirové, která byla postavena v 1742 roce a nejmladší v Krajnom Čiernom a Hunkovcích. Do stejného období je možno zařadit Chrám Ochrany Přesvaté Bohorodičky v Nižném Komárniku, který vyhořel v listopadu 1914 při bojových operacích první světové války a který byl v roce 1938 nahrazen novým dřevěným chrámem.